# Schmerfeld
Schmerfeld ist ein Ortsteil der Stadt Arnstadt im Ilm-Kreis in Thüringen. Das Dorf hatte im Jahr 2022 insgesamt 84 Einwohner auf einer Fläche von 2,99 km².

## Geografie

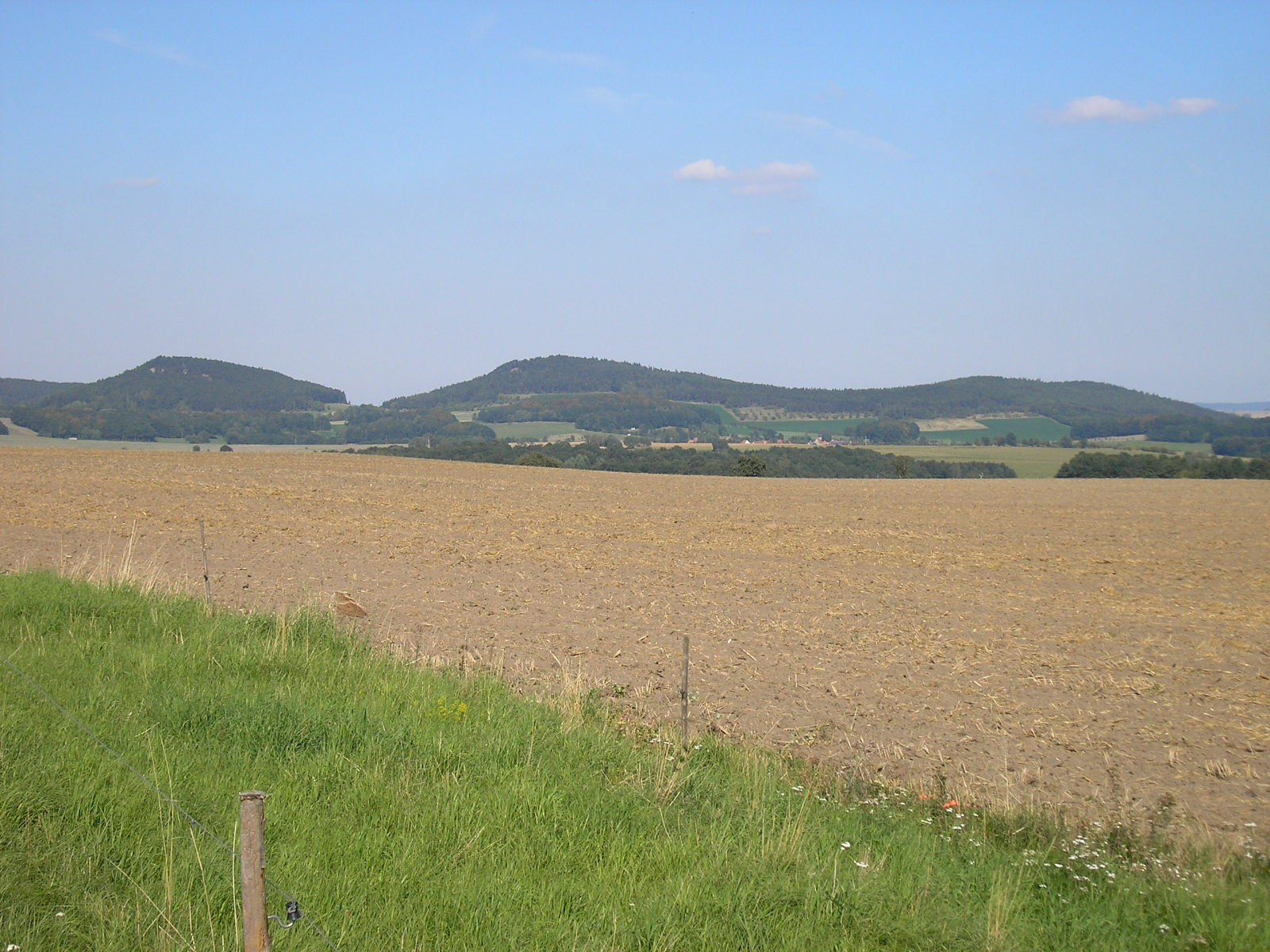
Landschaft bei Schmerfeld

Schmerfeld liegt etwa acht Kilometer nördlich der Universitätsstadt Ilmenau in der Talebene der Wipfra an der Prolle, einem Nebenbach der Wipfra. Die Landschaft ist durch die Reinsberge im Nordwesten und die Talsperre Heyda im Südosten des Dorfes geprägt. In der Umgebung wechseln Wiesen, Felder und Kiefernwälder einander ab. Schmerfeld liegt in etwa 450 Metern Höhe, wobei die Reinsberge das Dorf um gut 150 Meter überragen. Nachbarorte sind Wipfra im Osten, Reinsfeld im Norden (beide zur Stadt Arnstadt gehörig), der Ilmenauer Ortsteil Heyda im Süden sowie westlich der Reinsberge das Dorf Kleinbreitenbach und die Stadt Plaue.

## Geschichte

### Von der Ersterwähnung bis zur Gegenwart

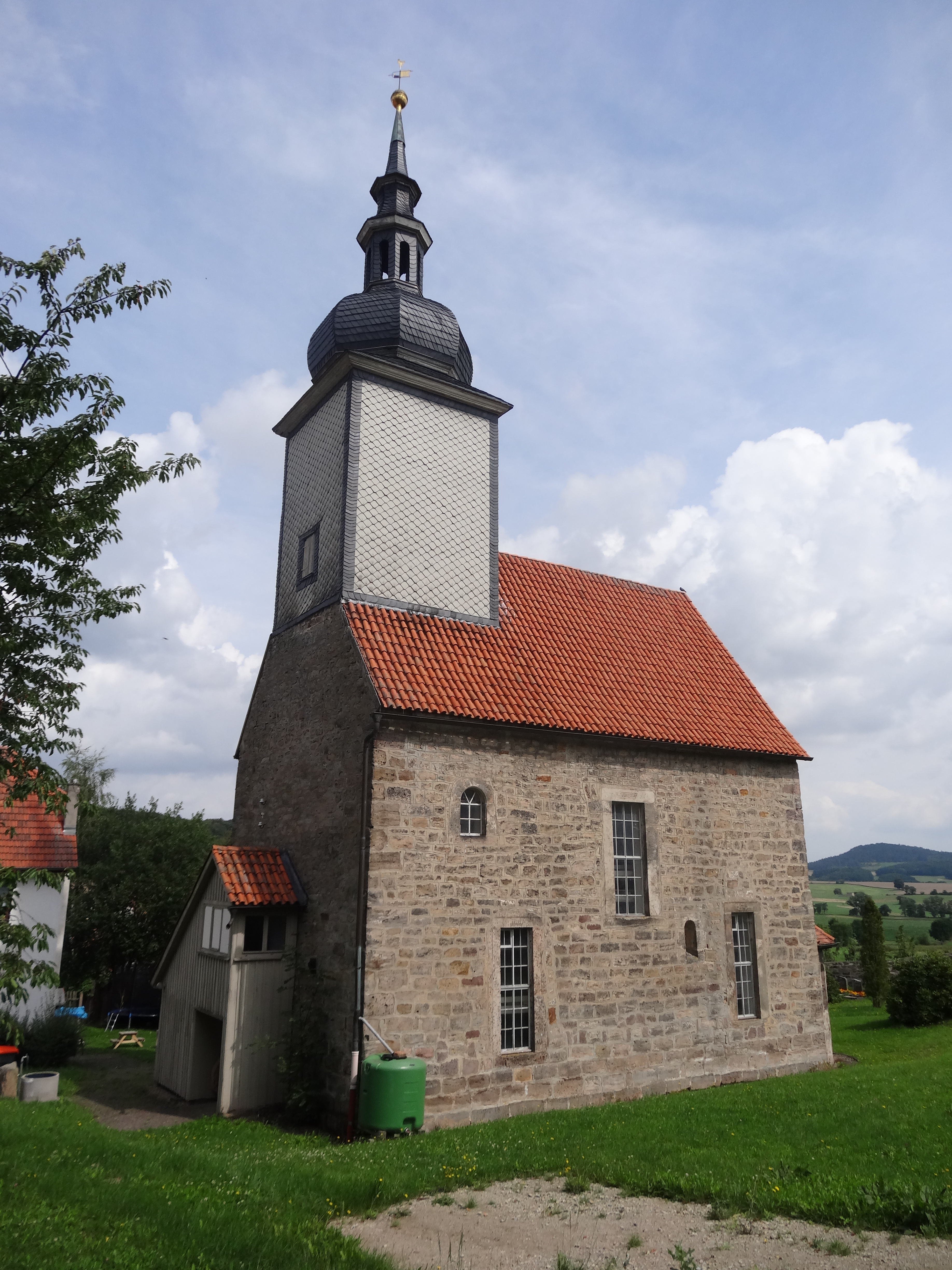
Dorfkirche

Die urkundliche Ersterwähnung des Ortes als Smervelt fällt auf den 15. April 1303 und stammt aus einem Urkundenbuch des Klosters Paulinzella. Zur Entstehung existiert eine Legende, die besagt, dass sowohl auf den Reinsbergen als auch auf dem Singer Berg ein Riese lebte, der mit dem anderen eine Fehde führte. Daraufhin warf der Riese des Reinsberges mit einem Hammer, um den Singer Berg zu zerschmettern, verfehlte jedoch sein Ziel und traf das Feld an jener Stelle, wo heute der Ort Hammersfeld liegt. Der Riese vom Singer Berg warf daraufhin einen Schlammklumpen nach den Reinsbergen und traf die Stelle des heutigen Schmerfelds. Nach Fischer, zitiert von Müllerott, ist Schmerfeld die Siedlung auf Flächen mit fettem Boden.
In der Zeit nach der Gründung gehörte Schmerfeld zunächst zur Grafschaft Kevernburg. 1343 wurde das Dorf gemeinsam mit der Stadt Ilmenau und der Umgebung an die Grafschaft Henneberg verkauft, bevor 1559 eine Hälfte an die Herren von Witzleben verkauft wurde. Diese Hälfte gelang 1660 an die Herren von Pöllnitz, die andere an Sachsen-Gotha. Die Reformation hielt im Jahr 1544 Einzug in Schmerfeld. Bis dahin gehörte der Ort geistlich zum katholischen Bistum Würzburg, anschließend war und ist das Dorf evangelisch. Heute gehört es zum Kirchspiel Neuroda der Superintendentur Arnstadt-Ilmenau. 1731 gelangten beide Hälften Schmerfelds an das Amt Ilmenau, welches bis 1920 zu Sachsen-Weimar-Eisenach gehörte. Als Johann Wolfgang von Goethe 1785 die Dörfer des Wipfragebiets bereiste, nannte er Schmerfeld ein Dorf mit „Ackerbau, Wiesen und wohlhabenden Leuten“, was zeigt, dass die Thüringer Bauern relativ reich waren (im Vergleich zu beispielsweise den ostelbischen unfreien Gutsbauern). Sie besaßen in der Regel ein eigenes Familiengehöft und waren persönlich frei. Im Jahr 1796 wurde Schmerfeld bei einem Dorfbrand schwer beschädigt.
Ab 1920 gehörte Schmerfeld zum Landkreis Arnstadt (bis 1952), gefolgt vom Kreis Arnstadt und dem heutigen Ilm-Kreis seit 1994. Am 25. März 1994 wurde die bis dahin stets selbstständige Gemeinde Schmerfeld der neuen Gemeinde Wipfratal zugeordnet. Am 1. Januar 2019 wurde Wipfratal nach Arnstadt eingemeindet.

### Einwohnerentwicklung
| Jahreszahl | Einwohner |
| ---------- | --------- |
| 1804       | 113       |
| 1910       | 126       |
| 1933       | 126       |
| 1939       | 114       |
| 2004       | 91        |
| 2021       | 84        |

## Politik
Die Arnstädter Ortsteile Kettmannshausen, Neuroda, Reinsfeld, Schmerfeld und Wipfra haben eine gemeinsame Ortsteilverfassung gemäß § 45 Thüringer Kommunalordnung, sodass für alle fünf Ortsteile ein gemeinsamer Ortsteilbürgermeister und Ortsteilrat zuständig ist.
Der ehrenamtliche Ortsteilbürgermeister ist seit 2019 Dietmar Krause, er wurde zuletzt bei den Kommunalwahlen in Thüringen am 26. Mai 2024 im Amt bestätigt. Zusammen mit sechs weiteren Mitgliedern bildet Krause den Ortsteilrat.

## Kultur und Sehenswürdigkeiten

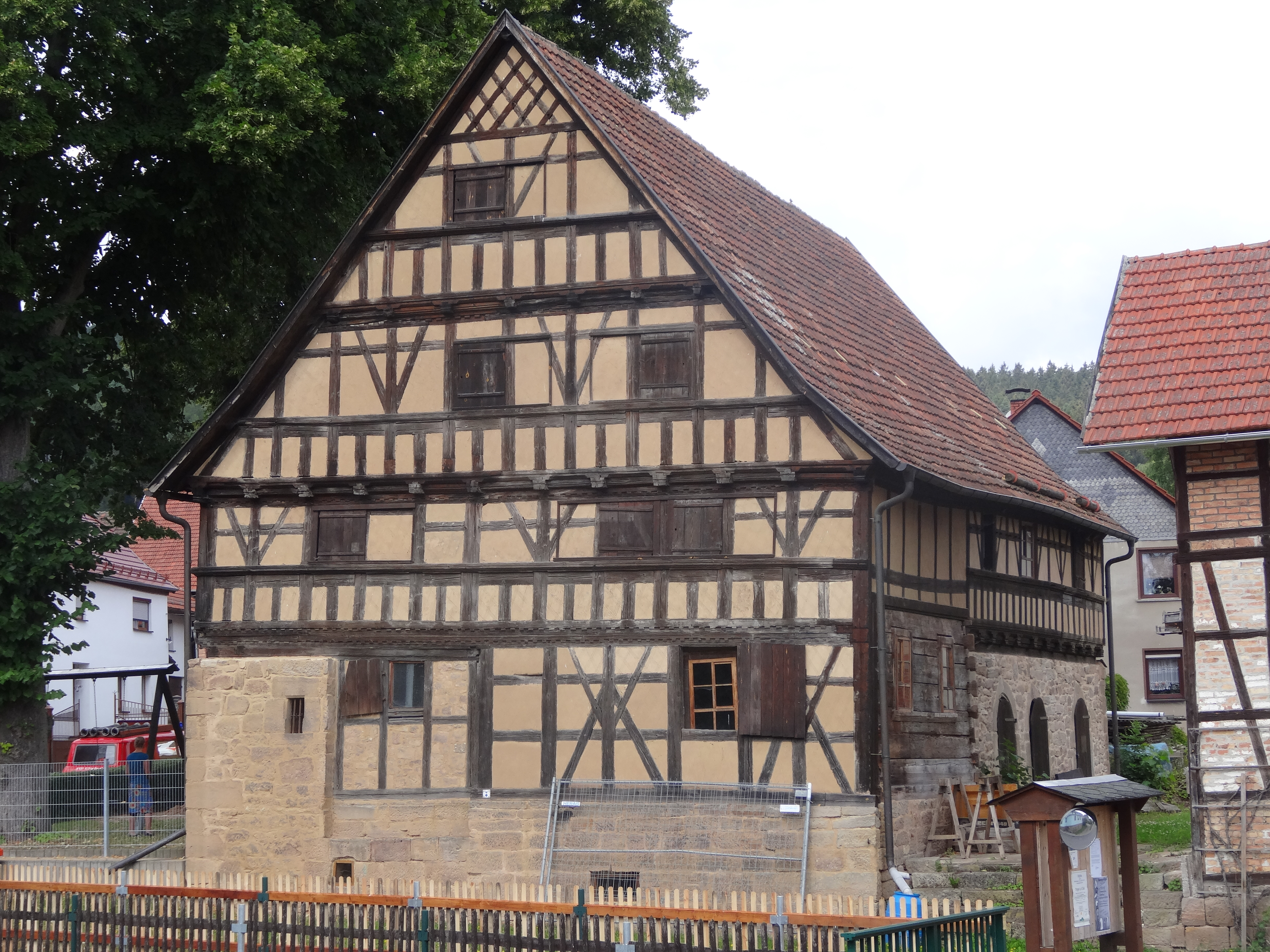
Vogteihaus

Sehenswert sind die Dorfkirche und das Vogteihaus.
Die Dorfkirche ist eine romanische Saalkirche aus der Zeit um 1180. Im Osten des Bauwerks befindet sich eine Rundapsis. Das Langhaus wurde im 19. Jahrhundert verändert. Auf dem Westteil seines Daches befindet sich ein hoher, verschieferter Dachreiter (Kirchturm) mit „thüringischer Haube“. Der Innenraum wird von einem hölzernen Tonnengewölbe bedeckt und verfügt über zweigeschossige Emporen an drei Seiten. An der vierten Seite befindet sich der architektonisch aufgebaute Kanzelaltar aus dem 18. Jahrhundert. Die Orgel der Kirche stammt aus dem 18. Jahrhundert und wurde 1934 erneuert. Romanische Rundbögen sind noch zwischen Langhaus und Sakristei (vermauert) und in der Sakramentsnische erhalten.
Das Vogteihaus ist ein stattlicher Fachwerkbau am Dorfplatz. Es wurde etwa um 1622 erbaut und könnte zunächst als Zoll- und Geleithaus gedient haben. 1996 wurde es von der Altara-Stiftung erworben und restauriert. Auf der Hofseite befinden sich drei Renaissance-Türbögen. Das Untergeschoss ist in Bruchsteinmauerwerk ausgeführt und die Obergeschosse in thüringischem Fachwerk. Es zeigt unter anderem Wilder-Mann-Darstellungen. Das Gebäude ist teilweise unterkellert mit einem Tonnengewölbe, welches früher als Karzer diente.

## Wirtschaft und Verkehr
Schmerfeld blieb über die Jahrhunderte ein landwirtschaftlich geprägter Ort. Heute arbeiten viele Einwohner in den nahen Städten Ilmenau, Arnstadt und Stadtilm.
Straßen verbinden Schmerfeld mit Ilmenau über Heyda im Süden, Stadtilm über Wipfra im Osten und Arnstadt über Reinsfeld im Norden. Busverbindungen bestehen nach Arnstadt und Dörnfeld an der Ilm (Linie 355). Viele Straßen der Umgebung sind alte Obstbaumalleen (u. a. Straße nach Heyda), was typisch für die zentralthüringische Gegend ist.